# Nikolaj Avilov
Nikolaj Viktorovitsj Avilov (ukrainska: Микола Вікторович Авілов, ryska: Николай Викторович Авилов - Nikolaj Viktorovitsj Avilov); född den 6 augusti 1948 i Odessa, Ukrainska SSR, Sovjetunionen, är en sovjetisk friidrottare inom tiokamp.
Han tog OS-guld i tiokamp vid friidrottstävlingarna 1972 i München. 